# Numeral 15
Numeral 15 estilizado como #15 fue una serie de televisión de antología argentina emitida por Telefe. La serie gira en torno a historias de diferentes personas, cuyos conflictos se disparan a partir de una llamada telefónica, el envío un mensaje de texto o un correo electrónico. Estuvo protagonizada por un elenco rotativo y fue estrenada el lunes 31 de octubre del 2005.

## Sinopsis
La serie cuenta distintas situaciones que tienen como eje central el celular o teléfono. Estos hechos tienen diferentes géneros de ficción como el drama, el suspenso, la comedia, la fantasía, el documental, el policial y la comedia romántica. 

## Elenco
Episodio 1
- Adrián Navarro como Juan Ignacio Huertas
- Carolina Peleritti
- María Carámbula
- Diana Lamas
- Roly Serrano como Raúl
- Jorge Lanata como Mauro Savedra
- Diego Reinhold
- Eduardo Wigutow
- Lionel Campoy
- Gabriel Almirón
- Claudio Torres

Episodio 2
- Carlos Escudé
- Chiche Gelblung como Él mismo
- Axel Kuschevatzky
- Adrián Paenza
- Marcelo Zlotogwiazda

Episodio 3
- Daniel Fanego como Juan
- Araceli González como Mara
- Nacho Gadano
- Maximiliano Ghione
- Villanueva Cosse
- Lucrecia Capello
- Sandra Guida

Episodio 4
- Marcelo Mazzarello como Héctor Fava
- Claudia Lapacó
- Roberto Carnaghi
- Mónica Villa como Lidia
- Moro Anghileri
- Alejandro Awada
- Fabio Zerpa
- Fabio Aste
- Daniel Campomenosi
- Carlos Issa
- Diego Leske

Episodio 5
- Adriana Aizemberg
- Julieta Cardinali
- Adela Gleijer
- Osvaldo González
- Alejandro Horowicz
- Emmanuel Horvilleur
- Alicia Muxo
- Verónica Pelaccini
- Esteban Pérez
- Rubén Szuchmacher
- Andrea Tenuta
- Juan Manuel Tenuta

Episodio 6
- Luisana Lopilato como Lola Gómez
- Mariano Caprarola como Robbie
- Paula Broner como Sonia
- Judith Buchalter
- Juan Carrasco
- Maiumi Heianna
- Kazuomi Takagi

Episodio 7
- Belén Blanco como Florencia
- Gloria Carrá
- Claudio Gallardou
- Daniel Kuzniecka
- Marcelo Melingo
- Tina Serrano
- Mónica Scapparone
- Coco Sily
- Norberto Verea

Episodio 8
- Juan Minujín
- Federico Olivera
- Fernando Peña
- Gonzalo Valenzuela como Andrés
- Marcos Woinsky

## Episodios
| N.º | Título                  | Dirigido por                      | Escrito por                         | Fecha de emisión original |
| --- | ----------------------- | --------------------------------- | ----------------------------------- | ------------------------- |
| 1   | «Ringtones»             | Juan Taratuto                     | Alejandro Ocón                      | 31 de octubre de 2005     |
| 2   | «Manos libres»          | Carlos Sorín                      | Rubén Barandalla                    | 7 de noviembre de 2005    |
| 3   | «Larga distancia»       | Eliseo Subiela                    | Leandro Calderone                   | 14 de noviembre de 2005   |
| 4   | «Sin crédito»           | Flavio Nardini y Cristian Bernard | Flavio Nardini y Cristian Bernard   | 21 de noviembre de 2005   |
| 5   | «08000 No me llames»    | Albertina Carri                   | José Luis Garci y Carla Levy        | 28 de noviembre de 2005   |
| 6   | «Teléfono descompuesto» | Diego Kaplan                      | —                                   | 5 de diciembre de 2005    |
| 7   | «Santa calls»           | Juan José Jusid                   | —                                   | 12 de diciembre de 2005   |
| 8   | «La última llamada»     | Pucho Mentasti                    | Fernando Castets y Roberto Ceuninck | 19 de diciembre de 2005   |

## Recepción

### Premios y nominaciones
| Lista de premios y nominaciones | Lista de premios y nominaciones | Lista de premios y nominaciones  | Lista de premios y nominaciones | Lista de premios y nominaciones | Lista de premios y nominaciones | Lista de premios y nominaciones |
| Año                             | Organización                    | Categoría                        | Nominado/a (s)                  | Resultado                       | Ref(s)                          |                                 |
| ------------------------------- | ------------------------------- | -------------------------------- | ------------------------------- | ------------------------------- | ------------------------------- | ------------------------------- |
| 2005                            | Premios Martín Fierro           | Mejor Actor de Reparto en Drama  | Alejandro Awada                 | Ganador                         | [ 4 ] [ 5 ]                     |                                 |
| 2005                            | Premios Martín Fierro           | Mejor Actriz de Reparto en Drama | Claudia Lapacó                  | Nominada                        | [ 4 ] [ 5 ]                     |                                 |